# Cimetière militaire britannique de Gouy
Le cimetière militaire britannique de Gouy (en anglais, Prospect Hill Cemetery, Gouy) est un des deux cimetières militaires de la Première Guerre mondiale situés sur le territoire de la commune de Gouy, Aisne. Le second est Guizancourt Farm Cemetery, Gouy.

## Localisation
Ce cimetière est situé en pleine campagne à 2 km à l'est sur la D28 en direction de Beaurevoir.

## Historique
Gouy fut occupé par les Allemands  dès fin août 1914 et resta loin de la ligne de front qui se situait à une trentaine de kilomètres à l'ouest au-delà de Péronne. Situé juste à l'arrière de la ligne Hindenburg, le secteur ne fut repris que le 3 octobre 1918, par l'infanterie légère du Yorkshire's Light après que Le Catelet et Gouy eurent été pris par la 50e division (Northumbrian), le 6e Royal Inniskilling Fusiliers et le 4e King's Royal Rifle Corps.

## Caractéristique
Le cimetière a été réalisé par la 50e division et la 18e ambulance de campagne immédiatement après les combats du 3 octobre et a été agrandie après l'armistice, principalement à partir des champs de bataille au nord de Gouy et presque exclusivement des hommes décédés en octobre 1918. Le cimetière contient 538 sépultures de soldats dont 115 sont non identifiées et un mémorial spécial commémore une victime supposée être enterrée parmi eux. Un groupe de tombes sont identifiées dans leur ensemble mais pas individuellement. Le cimetière contient également la tombe d'un aviateur du Commonwealth de la Seconde Guerre mondiale. Le cimetière a été conçu par Sir Herbert Baker.

## Galerie

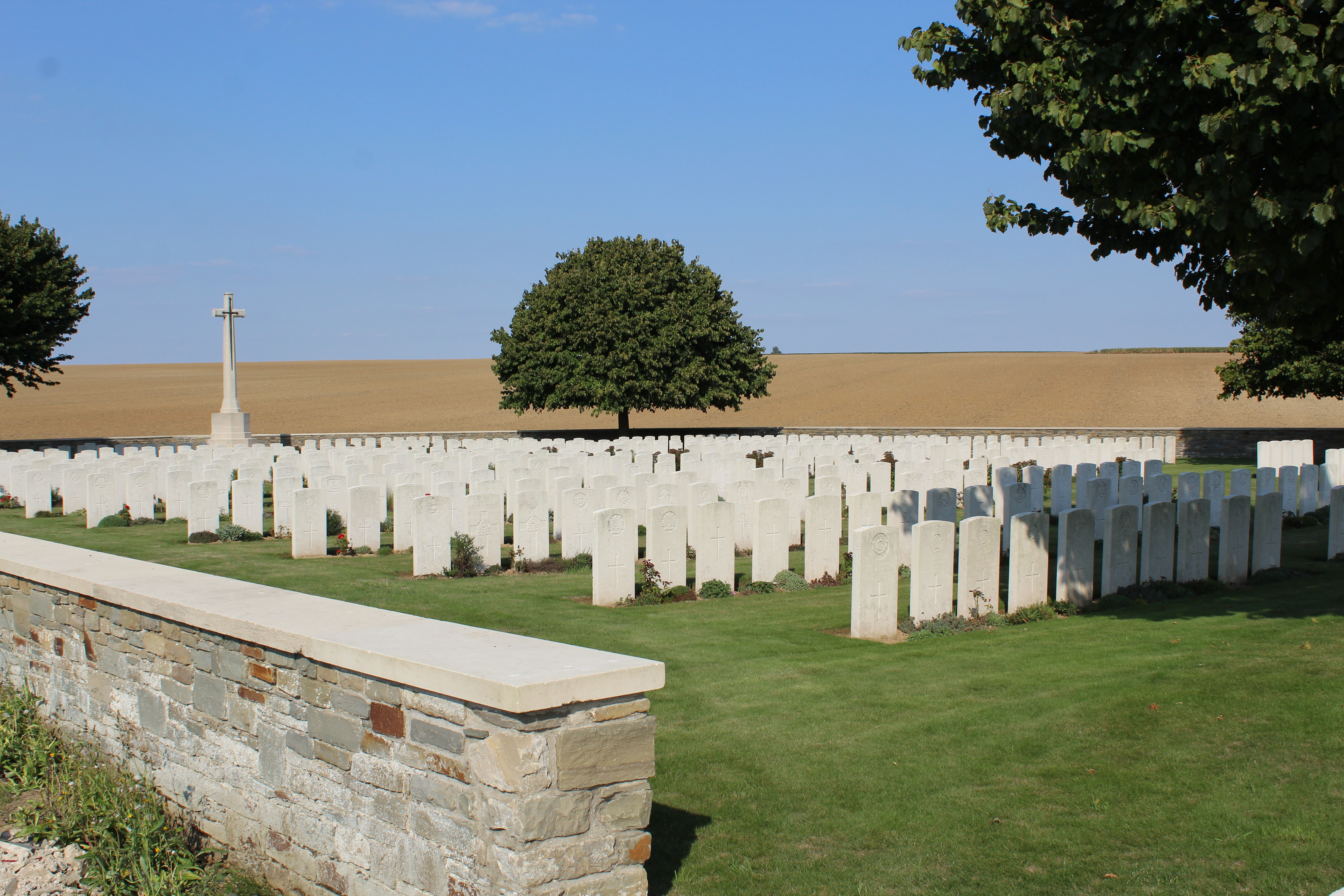
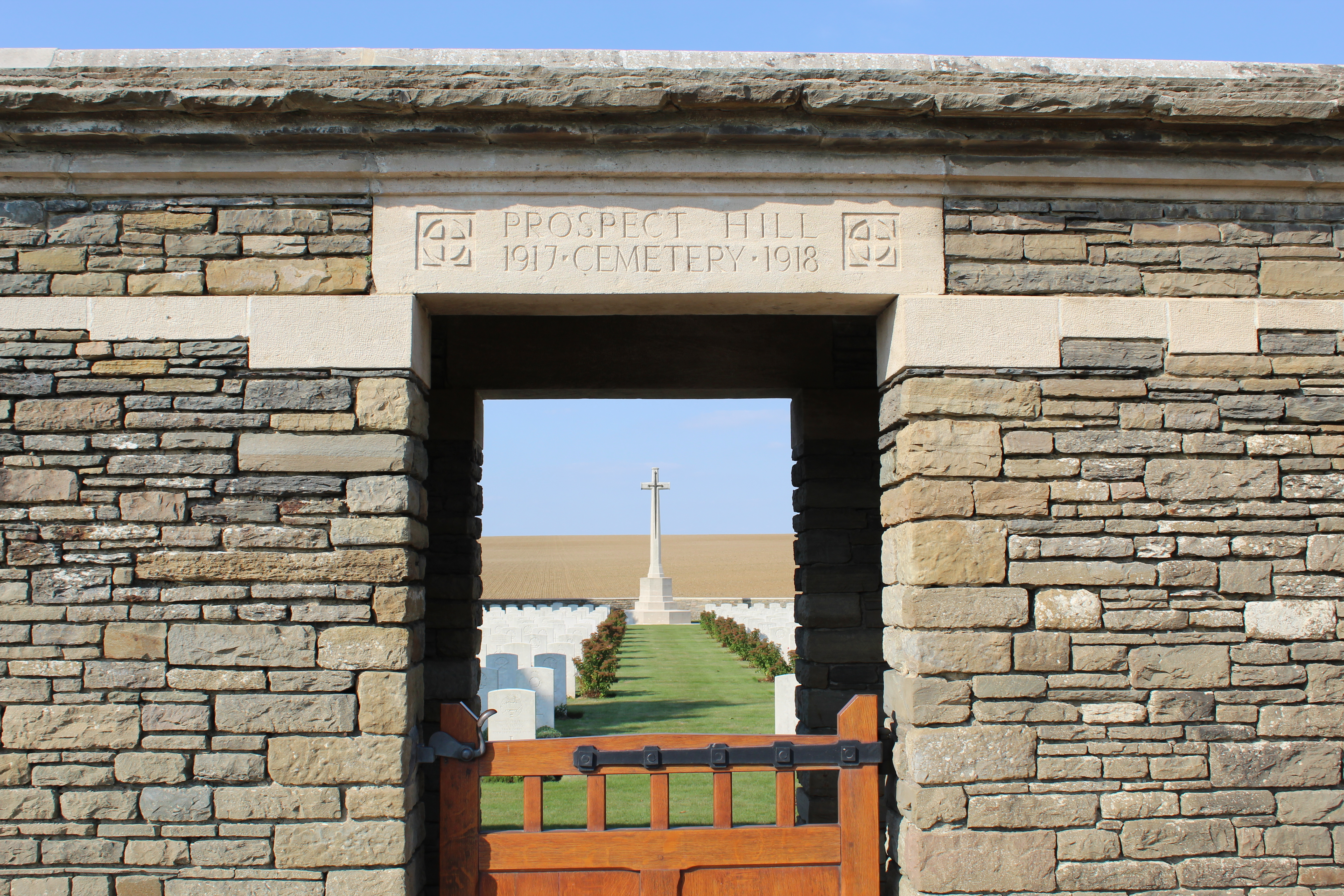
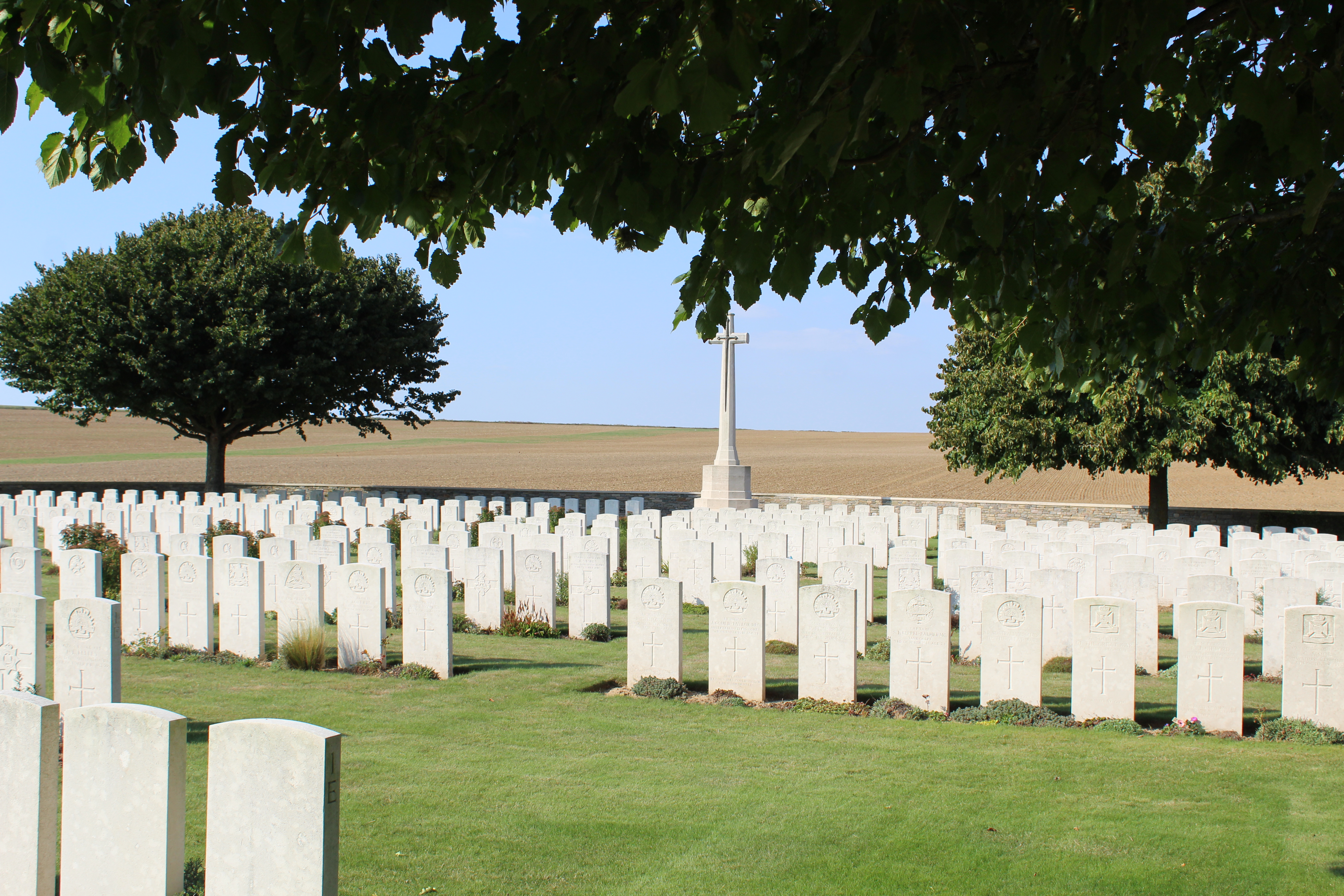
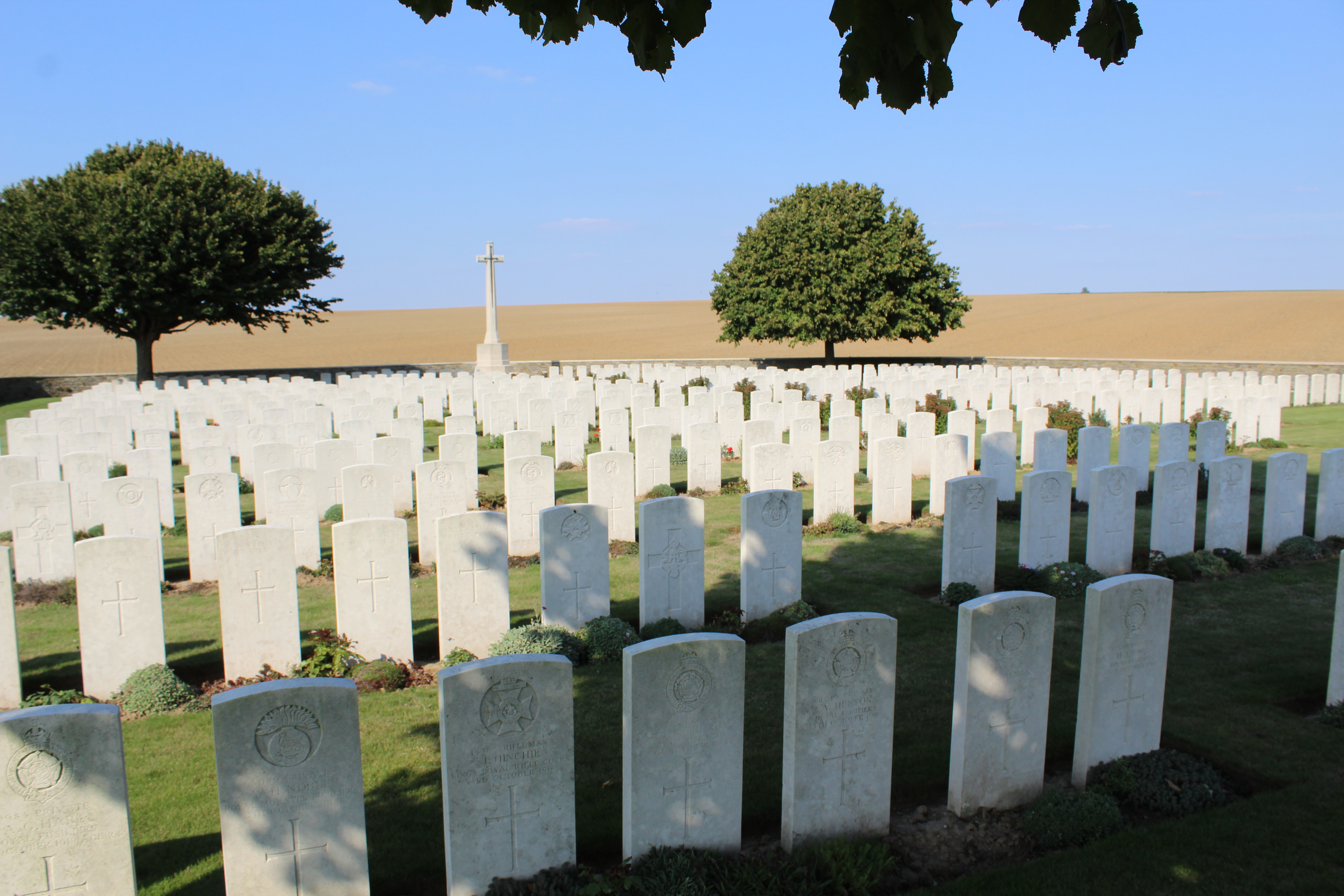

## Sépultures
| Pays           | Sépultures |
| -------------- | ---------- |
| Royaume-Uni    | 451        |
| Australie      | 77         |
| Afrique du Sud | 10         |
| Total          | 538        |